# روبيرتو روخاس
روبيرتو روخاس (بالإسبانية: Roberto Rojas) (8 أغسطس 1957 تشيلي - ) هو لاعب كرة قدم تشيلي، يلعب كحارس مرمى.

## روابط خارجية
- روبيرتو روخاس على موقع الاتحاد الدولي (مؤرشف)  (الإنجليزية)
- روبيرتو روخاس على موقع قاعدة بيانات كرة القدم.إي يو (الإنجليزية)
- روبيرتو روخاس على موقع ناشيونال فوتبول تيمز (الإنجليزية)